# Loena Hendrickx
Loena Hendrickx (Turnhout, 5 de noviembre de 1999) es una deportista belga que compite en patinaje artístico, en la modalidad individual.
Ganó dos medallas en el Campeonato Mundial de Patinaje Artístico sobre Hielo, en los años 2022 y 2023, y tres medallas en el Campeonato Europeo de Patinaje Artístico sobre Hielo entre los años 2022 y 2024.
Participó en dos Juegos Olímpicos de Invierno, en los años 2018 y 2022, ocupando el octavo lugar en Pekín 2022, en la prueba individual. Fue la abanderada de Bélgica en la ceremonia de apertura de los Juegos de Pekín 2022.

## Palmarés internacional
| Campeonato Mundial | Campeonato Mundial    | Campeonato Mundial | Campeonato Mundial |
| Año                | Lugar                 | Medalla            | Categoría          |
| ------------------ | --------------------- | ------------------ | ------------------ |
| 2022               | Montpellier (Francia) | Medalla de plata   | Individual         |
| 2023               | Saitama (Japón)       | Medalla de bronce  | Individual         |
| Campeonato Europeo |                       |                    |                    |
| Año                | Lugar                 | Medalla            | Categoría          |
| 2022               | Tallin (Estonia)      | Medalla de bronce  | Individual         |
| 2023               | Espoo (Finlandia)     | Medalla de plata   | Individual         |
| 2024               | Kaunas (Lituania)     | Medalla de oro     | Individual         |